# Horst Frerking
Horst Frerking (* 22. Januar 1934 in Hannover) ist ein deutscher Veterinärmediziner und emeritierter Hochschullehrer.

## Werdegang
Frerking legte 1954 das Abitur ab und studierte im Anschluss in Marburg, wo er 1954 der Burschenschaft Arminia Marburg beitrat, Würzburg, Gießen und Hannover Veterinärmedizin. Er legte 1960 und 1967 die beiden Staatsexamen ab. Dazwischen wurde er 1961 promoviert. 1974 folgte die Habilitation und 1977 die Berufung zum Professor an der Tierärztlichen Hochschule Hannover. Von 1979 an war er Prorektor und zwischen 1981 und 1983 Rektor der Hochschule. Gastprofessuren führten ihn nach Guatemala, Brasilien, Marokko, Ägypten und in den Sudan. Nach Erreichen der Altersgrenze wurde er 1999 emeritiert.
Daneben war er ab 1970 gewähltes Mitglied der Kammerversammlung der Tierärztekammer Niedersachsen. Er gehörte zwölf Jahre deren Vorstand an, davon acht Jahre als Vizepräsident. Von 1976 an war er im Vorstand der Akademie für tierärztliche Fortbildung tätig. 2001 wurde er in die Albrecht-Thaer-Gesellschaft berufen.
Frerking ist verheiratet und Vater zweier erwachsener Kinder.

## Auszeichnungen
- 1979: Band der Hannoverschen Burschenschaft Teutonia
- 2006: Band des Corps Normannia Hannover
- 2011: Verdienstkreuz am Bande der Bundesrepublik Deutschland[1]
- Ehrenband der Burschenschaft Arminia Marburg

## Schriften
- Zur Feststellung von Euterentzündungen in Vorzugsbetrieben unter Verwendung geeigneter Laboratoriumsverfahren, Dissertation Tierärztliche Hochschule Hannover, 1961
- Diaplazentare Prophylaxe beim Kalb: Untersuchungen über diaplazentaren Übertritt und Ausscheidung verschiedener Sulfonamide und Antibiotika beim Rind, Habilitation Tierärztliche Hochschule Hannover, Schaper, Hannover 1974, ISBN 3-7944-0072-0